# Timna
Timna arabiska Wadi Manaiyya, är en dal i södra Israel i Wadi Arabah ungefär 30 kilometer norr om Aqabaviken och Eilat. Dalen är rik på kopparmalm. Lokalbefolkningen bröt malm redan 5000 f. Kr., under kopparåldern. Egyptierna bröt malm i området vid slutet av bronsåldern och början av järnåldern. Det finns också tecken på att israelerna bröt koppar i området under biblisk tid. I vilket fall återupptog romarna malmhanteringen, som ännu fortsätts i modern tid av israelerna. 
Den forntida brytningen möjliggjordes med hjälp av en sinnrikt uttänkt syretillförsel.
Delar av dalen har avsatts som nationalpark och ett större område är rekreatiuonsområde med namnet Timna Valley Park.
I juli 2011 gav den israeliska regeringen klartecken för att bygga en internationell flygplats i området, Timna airport.